# Même le dimanche
Même le dimanche est une émission de télévision française diffusée sur France 3 chaque dimanche à 13 h 35 du 4 septembre 2016 au 28 mai 2017 et présentée par Wendy Bouchard et Dave.
En juin 2017, France 3 annonce l'arrêt de l'émission à la suite de mauvaises audiences. La dernière émission a été diffusée le 14 mai 2017, suivie d'un florilège des meilleurs moments le 28 mai 2017.

## Principe
Chaque semaine, Wendy Bouchard et Dave parcourent l'actualité culturelle (musique, film, théâtre) autour d'un invité principal et d'artistes d'horizons différents. Le rendez-vous est ponctué par des rubriques humoristiques.

## Chroniqueurs
- Tanguy Pastureau (chronique humoristique)
- Christine Berrou (chronique humoristique, Le Journal intime)
- Laurent Thessier (spécialiste musique)
- Marie Sauvion (spécialiste culture)